# Erecula cincta
Erecula cincta is een hooiwagen uit de familie Assamiidae.